# Myers Corner
Myers Corner es un lugar designado por el censo ubicado en el condado de Dutchess en el estado estadounidense de Nueva York. En el año 2000 tenía una población de 5,546 habitantes y una densidad poblacional de 502 personas por km².

## Geografía
Myers Corner se encuentra ubicado en las coordenadas 41°35′34″N 73°52′21″O / 41.59278, -73.87250. Según la Oficina del Censo, la ciudad tiene un área total de 11,1 km² (4,3 mi²), de la cual 11,1 km² (4,3 mi²) es tierra y 0 km² (0 mi²) (0%) es agua.

## Demografía
Según la Oficina del Censo en 2000 los ingresos medios por hogar en la localidad eran de $76,142, y los ingresos medios por familia eran $81,894. Los hombres tenían unos ingresos medios de $61,856 frente a los $32,169 para las mujeres. La renta per cápita para la localidad era de $27,114. Alrededor del 3.3% de la población estaban por debajo del umbral de pobreza.